# 八剱町 (名古屋市)
- 八剱町
- 八剣町

八剱町（はちけんちょう）は愛知県名古屋市中川区にある町名。現行行政地名は八剱町1丁目から八剱町4丁目。住居表示未実施。

## 地理
名古屋市中川区の南東部に位置し、南に十番町と十一番町、北に外新町、西に福川町、東に熱田区中野新町に接する。

## 世帯数と人口
2019年（平成31年）2月1日現在の世帯数と人口は以下の通りである。
| 町丁   | 世帯数  | 人口  |
| ------ | ------- | ----- |
| 八剱町 | 390世帯 | 884人 |

## 学区
市立小・中学校に通う場合、学校等は以下の通りとなる。また、公立高等学校に通う場合の学区は以下の通りとなる。
| 番・番地等 | 小学校               | 中学校                 | 高等学校 |
| ---------- | -------------------- | ---------------------- | -------- |
| 全域       | 名古屋市立玉川小学校 | 名古屋市立昭和橋中学校 | 尾張学区 |

## 施設
- 名古屋市立昭和橋中学校
- 八剱社

## その他

### 日本郵便
- 郵便番号 : 454-0054[2]（集配局：中川郵便局[7]）。